# Spanyolország szigeteinek listája
Ez a lista Spanyolország jelentősebb szigeteit tartalmazza.

## A lista
- Baleár-szigetek
  - Mallorca
  - Menorca
  - Ibiza
  - Formentera
  - Cabrera

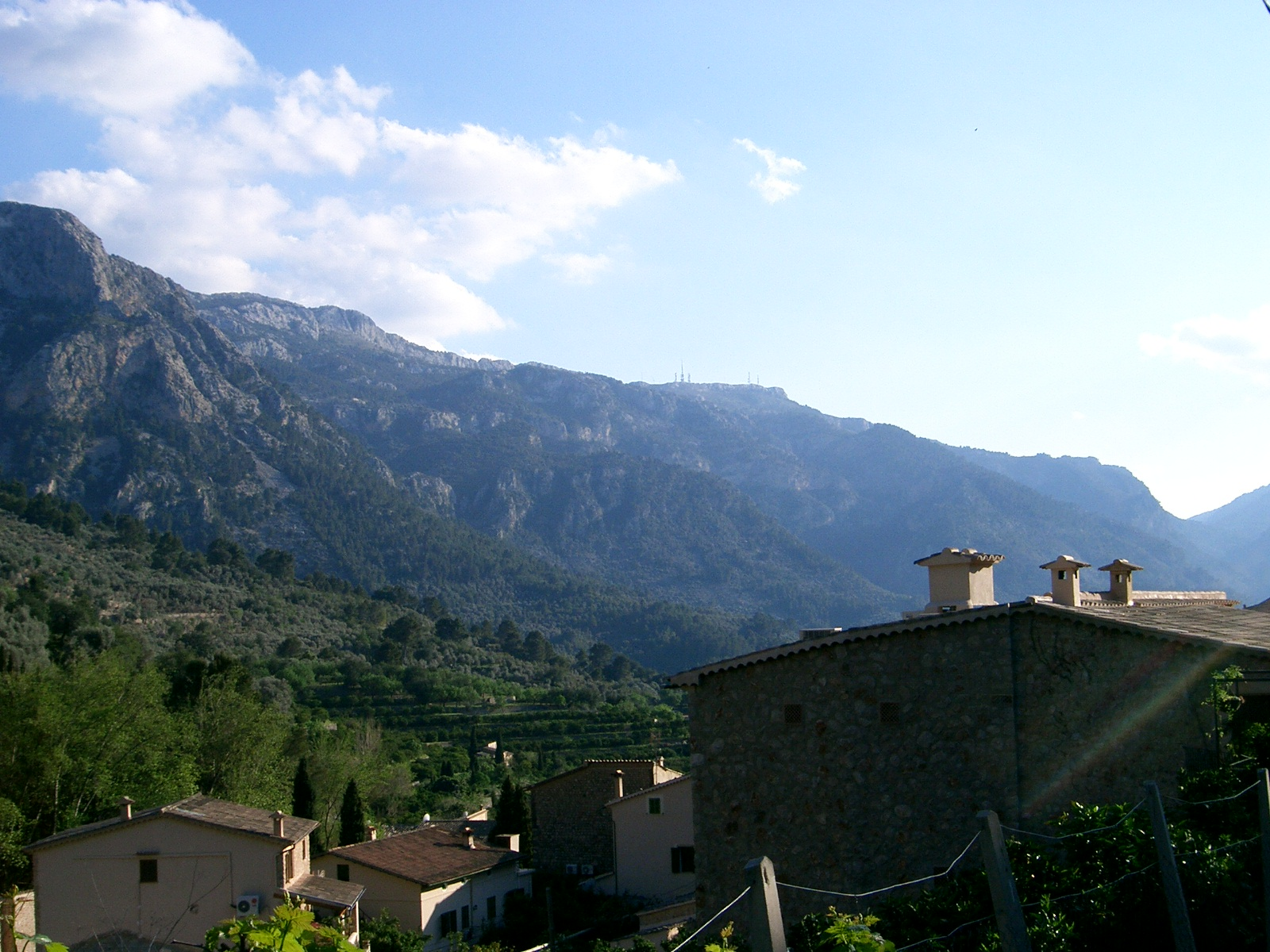
Mallorca, Spanyolország legnagyobb szigete

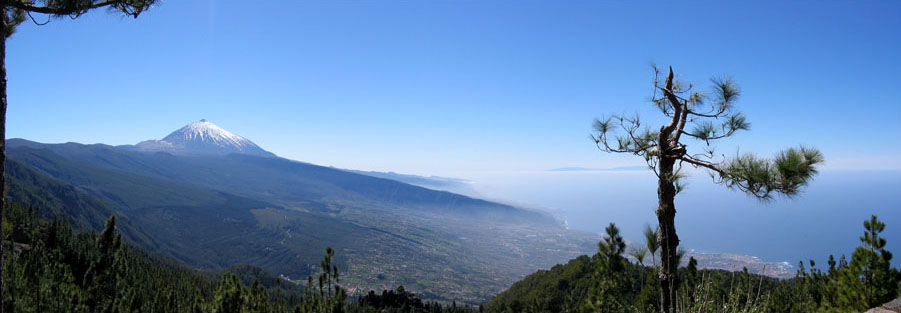
Tenerife a Kanári-szigetekről nézve

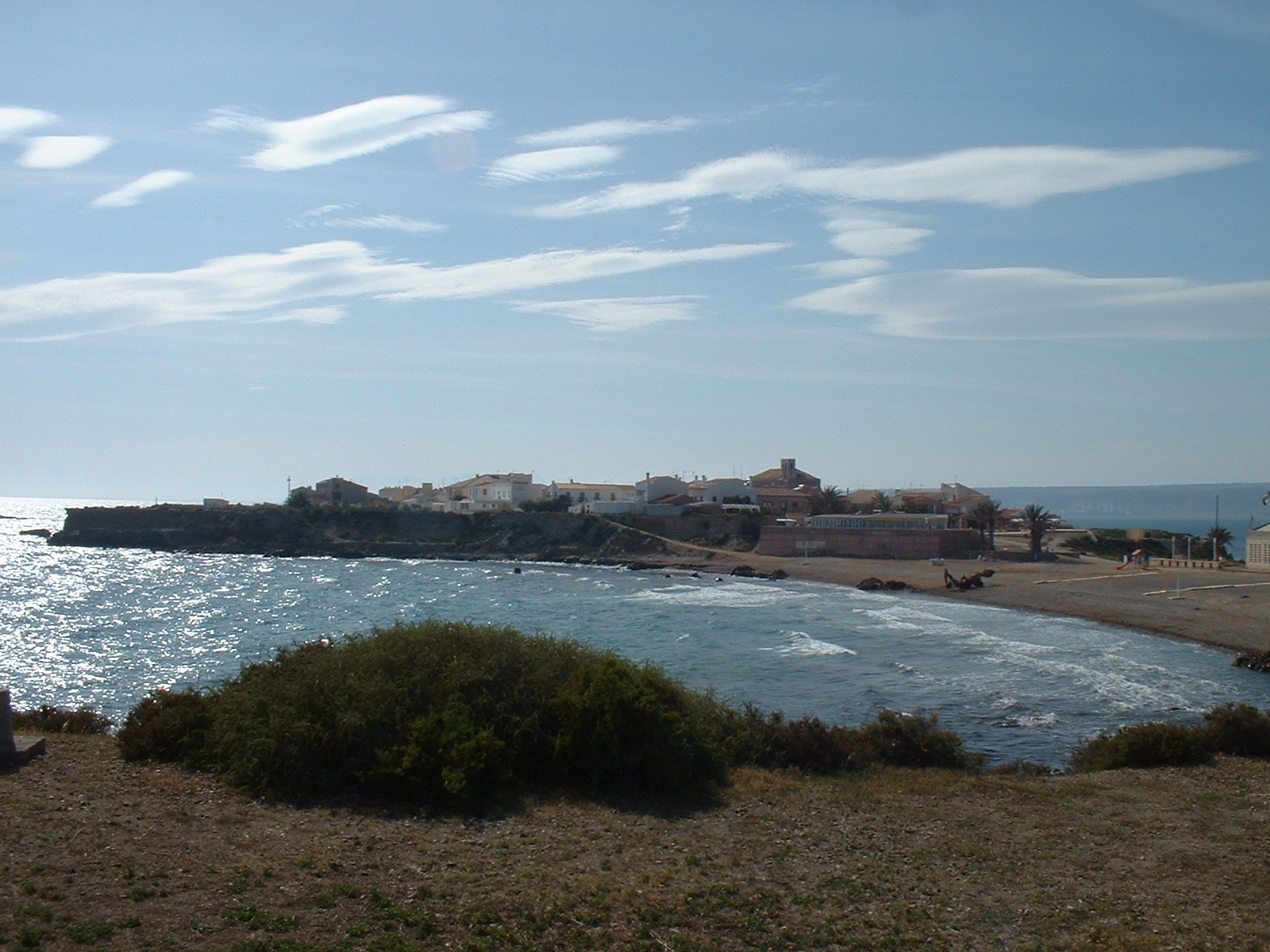
Tabarca

  - Több kisebb sziget, például Conejera (Conillera), Dragonera és Es Vedra
- Kanári-szigetek
  - Gran Canaria
  - Tenerife
  - La Palma
  - Lanzarote
  - Fuerteventura
  - La Gomera
  - El Hierro
  - Két kis sziget, Alegranza és Graciosa, valamint egy kisebb sziget, Lobos
- Szuverén területek (plazas de soberanía) a Gibraltári-szorosnál
  - Alborán
  - Petrezselyem-sziget
  - Peñón de Alhucemas
- Isla de Tarifa
- Islas Cíes
- Tabarca
- Columbretes-szigetek
- Illes Medes
- La Cartuja (folyami sziget)